# Felipe Sánchez-Román
Felipe Sánchez-Román y Gallifa (Madrid, 12 de marzo de 1893 - Ciudad de México, 21 de enero de 1956) fue un jurista y político republicano español. Estudió Derecho y desde 1916 ocupó la cátedra de Derecho Civil en la Universidad de Madrid. Era hijo del antiguo ministro del mismo nombre.

## Biografía
Comenzó su actividad política durante la etapa final de la dictadura de Primo de Rivera abandonando su cátedra universitaria para mostrar su oposición al régimen. Participó en la Agrupación al Servicio de la República y pasó a participar activamente en el movimiento republicano, asistiendo al Pacto de San Sebastián y defendiendo a Largo Caballero en el juicio contra el Gobierno republicano clandestino.
En abril de 1931 fue elegido diputado independiente por Madrid participando en varias comisiones en las Cortes, especialmente en la Constitucional, en el anteproyecto de la Ley Electoral y en las discusiones sobre los estatutos regionales. Además presidió la Comisión de la Reforma Agraria. En 1934 fundó el Partido Nacional Republicano de carácter moderado. Para las elecciones de 1936 se unió en principio al Frente Popular. Sin embargo tras la entrada del Partido Comunista en esa coalición, la abandona y deja el liderazgo de su partido.
El 19 de julio de 1936 fue nombrado ministro sin cartera en el gobierno que durante unas horas presidió Diego Martínez Barrio.
La depuración como catedrático por el bando franquista, sin lugar a proceso contradictorio alguno, se produjo mediante Orden Ministerial en febrero de 1939, junto a otros catedráticos. Después de la Guerra Civil tuvo que partir al exilio. Marchó a México donde pasó a ocupar un cargo de asesor de la presidencia mexicana además de ejercer de docente en la UNAM. Allí fundó el Instituto de Derecho Comparado.